# Lourtella resinosa
Lourtella resinosa är en fackelblomsväxtart som beskrevs av S.A. Graham, P. Baas och H. Tobe. Lourtella resinosa ingår i släktet Lourtella och familjen fackelblomsväxter. Inga underarter finns listade i Catalogue of Life.